# Campeonato Sudamericano 1921
El Campeonato Sudamericano de Selecciones 1921 fue la quinta edición del Campeonato Sudamericano de Selecciones, competición que posteriormente sería denominada como Copa América y que es el principal torneo internacional de fútbol por selecciones nacionales en América del Sur. Se desarrolló en Buenos Aires, Argentina, entre el 2 y el 30 de octubre de 1921.
Esta fue la segunda ocasión en que Argentina organizó el Campeonato Sudamericano, cinco años después de hacerlo por primera vez.
Problemas internos impidieron la participación de Chile. Paraguay, que acababa de afiliarse a la FIFA, participó por primera vez. Su primer partido fue una victoria, derrotando al campeón vigente, Uruguay. Al haber solo 4 participantes las posiciones se definieron a través de un sistema de puntaje.

## Organización

### Sede
El estadio del Club Sportivo Barracas de Buenos Aires fue seleccionado como sede principal para todos los partidos del torneo en cuestión.
| Buenos Aires                                                  |
| ------------------------------------------------------------- |
| Estadio Sportivo Barracas                                     |
| Capacidad: 37 000                                             |
|                                                               |
| Sede en la Ciudad de Buenos Aires · Estadio Sportivo Barracas |

### Árbitros
- Pedro Santos
- Gerónimo Rapossi
- Víctor Cabañas Saguier
- Ricardo Vallarino

## Equipos participantes
Participaron cuatro de las cinco asociaciones afiliadas a la Confederación Sudamericana de Fútbol en esa época.
| Equipos participantes | Equipos participantes | Equipos participantes | Equipos participantes |
| --------------------- | --------------------- | --------------------- | --------------------- |
| Argentina             | Brasil                | Paraguay              | Uruguay               |

- En cursiva las selecciones que participan por primera vez.

## Resultados

### Posiciones
| Selección | Pts. | PJ | PG | PE | PP | GF | GC | Dif. |
| --------- | ---- | -- | -- | -- | -- | -- | -- | ---- |
| Argentina | 6    | 3  | 3  | 0  | 0  | 5  | 0  | +5   |
| Brasil    | 2    | 3  | 1  | 0  | 2  | 4  | 3  | +1   |
| Uruguay   | 2    | 3  | 1  | 0  | 2  | 3  | 4  | –1   |
| Paraguay  | 2    | 3  | 1  | 0  | 2  | 2  | 7  | –5   |

### Partidos
| 2 de octubre de 1921 | Argentina     | 1:0 (1:0) | Brasil | Estadio Sportivo Barracas, Buenos Aires |                                         |
|                      | Libonatti 27' |           |        | Árbitro(s): Ricardo Vallarino (Uruguay) | Árbitro(s): Ricardo Vallarino (Uruguay) |

| 9 de octubre de 1921 | Paraguay             | 2:1 (1:0) | Uruguay        | Estadio Sportivo Barracas, Buenos Aires  |                                          |
|                      | Rivas 9' · López 66' |           | 83' Piendibene | Árbitro(s): Gerónimo Rapossi (Argentina) | Árbitro(s): Gerónimo Rapossi (Argentina) |

| 12 de octubre de 1921 | Paraguay | 0:3 (0:2) | Brasil                          | Estadio Sportivo Barracas, Buenos Aires |                                         |
|                       |          |           | 21', 44' Machado · 46' Candiota | Árbitro(s): Ricardo Vallarino (Uruguay) | Árbitro(s): Ricardo Vallarino (Uruguay) |

| 16 de octubre de 1921 | Argentina                                   | 3:0 (1:0) | Paraguay | Estadio Sportivo Barracas, Buenos Aires |                                         |
|                       | Libonatti 1' · Saruppo 71' · Echeverría 76' |           |          | Árbitro(s): Ricardo Vallarino (Uruguay) | Árbitro(s): Ricardo Vallarino (Uruguay) |

| 23 de octubre de 1921 | Uruguay        | 2:1 (2:0) | Brasil     | Estadio Sportivo Barracas, Buenos Aires       |                                               |
|                       | Romano 1', 11' |           | 55' Zezé I | Árbitro(s): Víctor Cabañas Saguier (Paraguay) | Árbitro(s): Víctor Cabañas Saguier (Paraguay) |

| 30 de octubre de 1921 | Argentina     | 1:0 (0:0) | Uruguay | Estadio Sportivo Barracas, Buenos Aires                           |                                                                   |
|                       | Libonatti 57' |           |         | Asistencia: 25 000 espectadores Árbitro(s): Pedro Santos (Brasil) | Asistencia: 25 000 espectadores Árbitro(s): Pedro Santos (Brasil) |

|                                             |
| Bandera de Argentina                        |
| Campeón Argentina 1.er título (1.er trofeo) |

### Goleadores

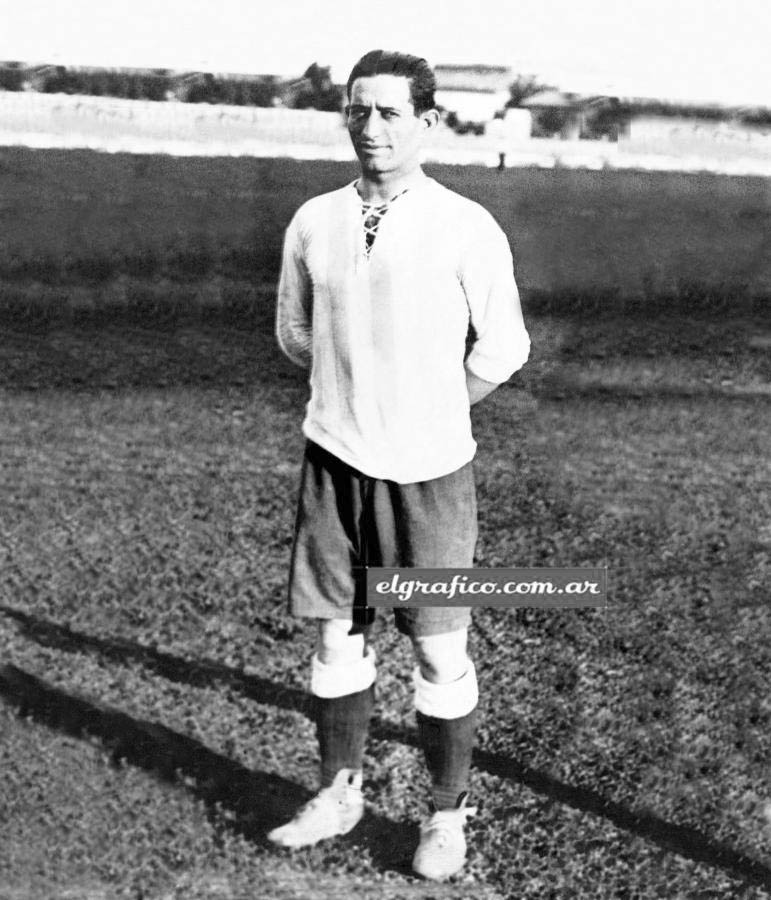
Julio Libonatti, goleador del torneo.

3 goles
- Julio Libonatti

2 goles
- Machado
- Ángel Romano

1 gol
- Raúl Echeverría
- Blas Saruppo
- Candiota
- Zezé
- Ildefonso López
- Gerardo Rivas
- José Piendibene

### Mejor jugador del torneo
- Américo Tesoriere.[3]